# Đòn đánh (võ thuật)
Trong võ thuật, đòn đánh là những vận động của người phát lực nhằm gây ra tác động bất lợi cho đối thủ. Những tác động bất lợi đó thể hiện bằng sự tê liệt, đau đớn dữ dội, bất tỉnh, nội thương, ngoại thương hoặc cao nhất là cái chết của người bị trúng đòn.

## Các dạng đòn đánh
Với mục tiêu đạt được hiệu quả tính như đã nói trên, đòn đánh bao gồm không chỉ các đòn tấn công trực diện, trực tiếp, các đòn phản công, mà thậm chí có thể tính đến cả các đòn đỡ gạt dương cương nếu các chiêu thức đó gây ra được chấn thương cho đối phương, như sự hóa giải đòn của đối phương bằng một vũ khí mạnh mẽ hơn (chẳng hạn khi bị đối phương tấn công bằng đòn chân, ta dùng tay đỡ của mình chặt mạnh hay đấm mạnh vào ống chân, đầu gối đối phương). Tuy nhiên, sẽ không được gọi là đòn đánh nếu các động tác đỡ gạt đó không gây ra chấn thương cho đối phương mà chỉ là sự triệt tiêu lực kiểu "dẫn đòn đối phương vào khoảng không" thường được các võ phái nhu quyền sử dụng, khi đó đòn đỡ gạt được gọi là đòn hóa giải.

## Tên gọi của đòn đánh
Tùy cách thức thực hiện đòn đánh và tùy thuộc cả các võ phái, tên gọi của các đòn đánh có thể rất khác nhau. Trong khi có những võ phái sử dụng các tên gọi thiên về tính hình tượng và ẩn dụ thì một số võ phái khác lại sử dụng các tên dân dã và trực tiếp. Một số ví dụ sơ lược: Hoa quyền sử dụng tên Bàn long cước để chỉ đòn đá bằng cạnh bàn chân, trong khi Taekwondo chỉ đơn thuần gọi là Đá tống ngang (Yeop-chagi); hay đòn xoay tay mang tên Vân thủ (tay mây) trong Thái Cực quyền, Vịnh Xuân quyền chỉ gọi bằng tên đơn giản là Khuyên thủ (tay quay tròn). Bởi vậy, khi bàn về tên gọi của các đòn đánh hầu như không thể có một đáp số chung cho mọi chiêu thức. Trong thực tế tên gọi các đòn đánh trong tiếng Việt có thể được quy ước bằng rất nhiều dạng vắn tắt như đấm, đá, đạp, xỉa, chặt, đâm, móc, đập, ép, chặn, thúc, lên gối, huých (chỏ), húc (đầu), vỗ, v.v.

## Sức mạnh đòn đánh
Sức mạnh của đòn đánh trong võ thuật biểu hiện tính hiệu quả của lực tác động từ người tấn công đến mục tiêu (chẳng hạn như cơ thể đối phương). Sức mạnh đó được thực hiện bằng cách vận dụng, thu góp tất cả năng lực phát sinh ra từ sự co lại của các bắp thịt rồi dồn tất cả năng lực ấy vào mục tiêu, nhất là các yếu điểm trên cơ thể đối phương trong đó có các huyệt đạo.

## Các nguyên tắc thực hiện đòn đánh
Sức mạnh và tính hiệu quả của đòn đánh chỉ có được nhờ các yếu lĩnh, nguyên tắc đã được võ sinh tập luyện nhuần nhuyễn:

### Tập trung sức lực
Trước hết, sức mạnh chỉ có được khi tập trung sức đúng lúc, đúng chỗ dựa theo nguyên tắc khi đấm hoặc đá, năng lực di chuyển từ trung tâm cơ thể tới các phần khác của cơ thể với vận tốc 1/1000 giây. Thời gian từ khi bắt đầu đến khi kết thúc động tác chỉ kéo dài khoảng 1/5 đến 1/18 giây nếu ta thực hiện đúng kỹ thuật và tập trung, trong võ thuật phương Đông gọi là phát kình.

### Điểm chạm
Điểm chạm (tiểm tiếp xúc) mục tiêu càng nhỏ càng tốt nhằm hỗ trợ sức xuyên thấu và tập trung lực của đòn đánh, phải đánh với diện tích tiếp xúc nhỏ nhất bằng cách tập trung lực tối đa vào đầu vũ khí sẽ tác động đến mục tiêu. Chọn loại vũ khí cơ thể phù hợp nhất cho mỗi đòn đánh, chẳng hạn các đòn xỉa ngón tay dẫn đạo trong Tiệt Quyền Đạo hay chọt thẳng bằng nắm đấm với ngón giữa nhô lên mang tên Bam-joomeok trong Taekwondo tạo ra một diện tích tiếp xúc nhỏ, bao giờ cũng gia tăng hiệu quả đâm xuyên huyệt đạo hơn là các đòn đập bằng cạnh ngoài, cạnh trong nắm đấm hay gõ bằng lưng nắm đấm.
Tuy vậy, diện tích tiếp xúc quá nhỏ sẽ tạo phản lực lớn lên diện tích tiếp xúc của đòn quyền (tay, chân), vì vậy dễ bị phản tác dụng (tự đả thương mình, lực chưa tung ra hết đã bị lệch đòn đánh do phản lực). Ngoài ra, diện tích tiếp xúc quá nhỏ thì khả năng đánh trúng vùng mong muốn cũng khó hơn, ví dụ: nhắm đánh một huyệt, diện tích tiếp xúc nhỏ sẽ khó trúng, lớn sẽ dễ trúng. Đối với một số môn nhu quyền, trọng lực gián tiếp (lực đập vào mặt đất...) chứ không trọng lực trực tiếp (lực gây tác động bất lợi ngay lúc ra quyền xong) thì đòn đánh có thể chú trọng vào diện tích tiếp xúc rộng, nhằm khiến lực có thể tác dụng lên một bộ phận lớn hoặc toàn bộ thân thể đối phương.

### Độ cương mãnh
Độ cứng của món binh khí đem dùng hết sức quan trọng để giúp người ra đòn không bị chấn thương do phản lực khi đòn chạm mục tiêu, đồng thời gia tăng đặc tính xuyên phá của đòn. Độ cứng của đòn đánh ra phụ thuộc vào vật ra đòn (cạnh tay, mũi bàn tay, đầu gối, cùi chỏ v.v.), cách sử dụng nó và yếu tố quyết định là việc khổ luyện thường xuyên liên tục những phần vũ khí cơ thể đó trên những vật cứng như bao cát, gạch, ngói, gỗ bản v.v.

### Vận tốc ra đòn
Vận tốc ra đòn được đặc biệt lưu ý, trong mối tương quan với diện tích tiếp xúc, sức mạnh của đòn đánh tỷ lệ thuận với vận tốc và tỷ lệ nghịch với diện tích tiếp xúc, theo đó diện tích tiếp xúc càng nhỏ, vận tốc càng lớn thì lực đánh ra càng mạnh. Một cao thủ Karate có thể đạt vận tốc tối đa là 43 feet/giây tương đương khoảng 12,9m/giây, đồng thời phát ra một lực công phá khoảng 1.500 pound (tương đương với 750kg).

### Giải phóng khí
Một yếu tố nữa cũng hết sức quan trọng, đó là tiếng thét vào thời điểm ra đòn. Tiếng thét đó tạo nên sự giải phóng năng lượng đã được dồn nén, tích trữ, có tác dụng cướp tinh thần đối phương và hỗ trợ phát lực hữu hiệu. Thét như một quả bom nổ sát cạnh địch thủ, để tần số âm thanh vọt lên đến 16.000 xung động một giây, nói cách khác là thét với một thời gian ngắn nhất mà cường độ âm thanh và tần số dao động cao nhất.

### Nội lực
Có giả thuyết cho rằng nội lực có thể phát tán qua huyệt đạo để đả thương nội tạng đối thủ, như thường thấy trong truyện kiếm hiệp.

### Các nguyên tắc khác
Lực công phá của đòn đánh còn được hỗ trợ bởi động tác xoay hông mà không chỉ đơn thuần là lực của cơ tay hay cơ chân. Xoay hông khi tung quả đấm hay đòn đá giống như động tác xoay người của vận động viên đá cầu, phải vừa nhẹ nhàng vừa nhanh, đồng thời phải thích ứng với năng lực tung ra. Năng lực phát ra do xoay hông được truyền tới cột sống rồi đến các bắp thịt của ngực và vai, cuối cùng tới cánh tay, hoặc đến các bắp thịt của hông, đùi và từ đó truyền đến bàn chân, đầu gối. Cũng không hiếm khi, với sự hỗ trợ của xước mã, xoáy đòn hay nhảy lên tấn công (xem Đá bay), lực đánh sẽ được tăng cường đáng kể.
Không theo lý giải của khoa học hiện đại mà dựa trên những nguyên lý, ca quyết võ thuật đúc kết nhiều đời, các võ sư cho rằng, sức mạnh của đòn đánh thể hiện sự hòa hợp của nội tam hợp (tâm hợp ý, ý hợp khí, khí hợp lực) và ngoại tam hợp (tay hợp chân, chỏ hợp gối, vai hợp háng) gọi tắt là lục hợp. Dù vậy, đã có những tài liệu của khoa học Mỹ lý giải những đòn đánh như KungFu chẳng hạn
Thêm vào đó, các võ phái đều nhấn mạnh đến các yếu quyết khác nhằm gia tăng tính hiệu quả của đòn đánh ra, chẳng hạn như nguyên tắc tĩnh động (động chế tĩnh, tĩnh chế động, động sinh tĩnh, tĩnh sinh động), nguyên tắc cương nhu (ấy cương chế nhu, lấy nhu chế cương, cương nhu hòa hợp), nguyên tắc thế và lực, bảo mật (không lộ ra kế hoạch tấn công và phương án phòng thủ), bảo toàn (tấn công địch với tổn thất ít sức lực nhất, giữ đều nhịp thở, ra sức vừa phải), linh hoạt (tối kị sự sáo mòn, sử dụng đòn hợp lý, chiêu thức ảo diệu, trong công có thủ, trong thủ có công), lợi thế (xác định chính xác mục tiêu, động tác ảo có thể thành thực, thực có thể thành ảo trong nháy mắt), công vi thủ (tấn công là cách phòng thủ tốt nhất).v.v...

## Các vũ khí cơ thể
Vũ khí cơ thể là những bộ phận trên cơ thể được sử dụng như một thứ vũ khí trong đòn đánh. Các vũ khí cơ thể dùng để thi triển một đòn đánh rất đa dạng và tùy thuộc bộ môn võ thuật khác nhau, tuy nhiên chúng thường bao gồm những bộ phận sau:

### Tay (thủ)
Những phần tác động đến đối thủ hiệu quả của tay như nắm đấm (với các cú đấm như cú đấm thẳng, cú đấm thọc, cú đấm móc, cú đấm xốc, đấm vòng cầu, đấm chéo, đấm xoáy, đấm ly tâm); nắm đấm búa (sử dụng các khớp xương để ký, gõ khi tay được nắm thành nắm đấm); ngón tay (chỉ) với các đòn xỉa, đâm (chọc một ngón tay-nhất dương chỉ, chọc bằng hai ngón tay-nhị dương chỉ, chọc được coi là đòn đánh bằng tay dài nhất, thường dùng một ngón (nhất dương chỉ, hai ngón (ngón trỏ và ngón giữa chập lại để tăng sức mạnh tấn công hoặc xòe hết cỡ để đâm vào hai mắt đối thủ) và cả bàn tay (khi dùng cả bàn tay thì các ngón giữa thường được co lại để tạo độ dài bằng nhau của các ngón); cạnh tay để chặt (gọi là đòn chém hay còn được gọi là Cương đao phạt mộc trong võ cổ truyền Việt Nam, Đường lang chưởng trong võ Trung Quốc, Hạc dưc trong bài Hạc Quyền thuộc hệ thống Ngũ hình quyền) có thể dùng cả cạnh bàn tay và cạnh sống bàn tay; nhượng tay thường được gọi với tên thông dụng là "chưởng" dùng đánh thẳng, đánh móc; tay trảo là các ngón tay mở ra, có các dạng được gọi là Hổ trảo hay Long quyền thường dùng để móc, bấu, véo v.v. Trong thực tế người ra đòn thường tấn công bằng một tay, một tay khác để phòng thủ hoặc dự phòng tấn công, tuy nhiên cũng không hiếm khi thấy các đòn đánh sử dụng đồng thời cả hai tay (chẳng hạn hai tay ra đòn đấm đồng thời gọi là "Song phong quán nhĩ" (hai luồng gió thổi vào tai) trong Thái cực quyền hay mang tên "Song long xuất hải" (đôi rồng ra biển) trong một số võ phái cổ truyền. Các đòn đánh bằng tay thường linh hoạt và phong phú hơn hẳn các đòn đánh bằng chân. Thống kê ít nhiều có tính võ đoán cho thấy trong võ thuật số lượng đòn tay có thể nhiều gấp 7 lần đòn chân.

### Cùi chỏ (chẩu, trửu)
Cùi chỏ được sử dụng bằng cách đòn chỏ tréo từ trên xuống, chỏ ngang, chỏ vòng ngang, chỏ cắm, chỏ đánh tốc ngược lên, đánh chỏ về phía sau v.v. Số lượng đòn đánh sử dụng chỏ tương đối ít phong phú do tính đặc thù của vũ khí này, đặc biệt chiêu thức ra 2 đòn chỏ đồng thời chỉ có thể thực hiện với một số trường hợp như giật hai chỏ về sau hoặc đánh tạt hai chỏ ngang. Đòn chỏ rất có uy lực khi nhập nội và các chiêu thức dùng cùi chỏ thường được coi là tàn độc, các luật thi đấu thể thao nghiêm cấm sử dụng. Trong từng trường hợp cụ thể các đòn gối, trỏ được thi đấu đàng hoàng: hệ thống MMA của Mỹ, Muay Thai v v...

### Chân (cước)
Đòn chân với những phần tấn công đến đối thủ bao gồm mũi bàn chân với các ngón chụm lại (thường dùng để đá chọt thẳng mà các võ phái cổ truyền còn gọi là Kim tiêu cước); ức bàn chân dùng đá tống trước hoặc đá vòng cầu) cạnh chân đá tống ngang (bàn long cước); gót chân đá chẻ, đá hất ngược, đá móc vòng gót hay đá láy (đá vào hạ bộ gọi là Liêu âm thoái); mu bàn chân đá búng, đá vẩy thường tấn công thấp vào hạ bộ đối phương; ống chân thường dùng khi thực hiện các đòn quét, đòn đá thấp (hạ bàn cước). Đôi chân được sinh ra dùng chống đỡ sức nặng cơ thể nên tự thân nó đã rất chắc chắn, mạnh mẽ. Đó vừa là điểm hạn chế vừa là điểm ưu của đòn chân: các đòn chân ít linh hoạt hơn đòn tay nhưng lại có uy lực rất lớn. Bởi vậy, ít có công phu luyện sức mạnh của đòn chân mà thường môn sinh luyện trụ vững bằng các thế đứng tấn, luyện sự linh hoạt cho đôi chân bằng các động tác xoạc chân (xạc), hất chân, đồng thời luyện điểm tiếp xúc, phương thức ra đòn chính xác bằng các dụng cụ hỗ trợ như bao cát, tấm nốp để đá.

### Đầu gối (chàng)
Đòn đánh bằng đầu gối có sức mạnh khủng khiếp, cùng với đòn đánh bằng chỏ là hai bộ phận thường bị các luật thi đấu võ thuật, với tính chất thể thao, nghiêm cấm sử dụng. Đòn đánh bằng đầu gối thường dùng tấn công khi nhập nội với các đòn đánh gối thẳng, đánh gối vòng cầu, đánh gối từ trên xuống, đánh gối hất từ dưới lên.

### Đầu (thủ)
Đầu thường dùng để húc, đập. Có một số võ sư luyện chiêu thức Thiết đầu công, như đại lực sĩ Hà Châu là một ví dụ, tạo ra cho đòn đánh bằng đầu một uy lực cực mạnh khi tấn công đối thủ. Tuy nhiên chiêu thức tấn công bằng đầu rất khó luyện, nhạy cảm vì gắn trực tiếp với não bộ rất dễ dẫn đến chấn thương trầm trọng nên hiện cũng ít môn đồ luyện tập thành thục.

### Một số vũ khí cơ thể khác
Thật hiếm hoi khi thấy ngoài chân, tay, chỏ, gối, đầu là các vũ khí cơ thể thông dụng nhất còn có vũ khí cơ thể nào khác. Tuy nhiên, đôi khi ta vẫn thấy vai, hông được luyện tập trong các chiêu thức huých, đẩy mặc dù rất ít phổ biến như một đòn vai, đòn hông đơn lẻ mà thường sử dụng để hỗ trợ cho các đòn đánh bằng các vũ khí cơ thể khác.

## Điểm đánh
Điểm đánh (mục tiêu tấn công) là những phần trên cơ thể đối phương được các vũ khí cơ thể coi như mục tiêu tấn công, hay nói khác đi, điểm đánh là cái đích của đòn đánh. Điểm đánh thường là các bộ phận nhạy cảm (như đầu, mặt, mắt, cổ, ngực, vùng tim, hạ bộ, vùng thận v.v.), các huyệt đạo (như huyệt Thái Dương, huyệt Mi Tâm, huyệt Chấn Thủy v.v.), các chỗ sơ hở trong phòng thủ của đối phương. Phần lớn các điểm đánh nguy hiểm nhất nằm trên đường thẳng trung tâm của cơ thể (còn gọi là trung lộ) hoặc các vị trí đối xứng nhau qua đường trung lộ.

## Góc độ ra đòn (góc đánh)
Góc độ ra đòn là việc sử dụng hiệu quả thân pháp để di chuyển quanh đối thủ nhằm tìm góc độ tung đòn đánh tốt nhất. Nhưng không chỉ có vậy, sự cải tiến góc độ ra đòn là sự luyện tập thay đổi vị trí chiến đấu để xóa tan các đòn đánh của địch thủ trong khi tạo cho bạn một vị trí tung đòn thuận lợi hơn. Với ý nghĩa như vậy, góc độ ra đòn được nhận thức đúng đắn, thi triển hữu hiệu sẽ trở thành một trong những phương thức hỗ trợ tốt nhất để người ra đòn giành chiến thắng trong các cuộc chiến, hay nói cụ thể hơn là khi người ra đòn di chuyển quanh đối thủ và chú tâm tìm góc độ tung đòn thích hợp thì người ra đòn có cơ hội tốt nhất để tung đòn đánh vào địch và địch ít có cơ hội nhất để tung đòn đánh vào bạn. Việc luyện tập thân pháp hiệu quả cũng giúp cho bản thân bạn, trong bất cứ hoàn cảnh nào dù là trên đường phố hay trên sàn đấu, đều tốn ít năng lượng hơn khi tung đòn, di chuyển ngắn hơn và trở nên nhanh nhẹn hơn nhiều.
Góc độ ra đòn nhiều khi được quy chuẩn bằng cách chú mục vào đường thẳng trung tâm của đối thủ (trung lộ). Khi đối thủ tấn công vị trí của đường thẳng này di chuyển và người bị tấn công sẽ nhanh chóng chuyển vị để khiến đường trung lộ của đối thủ bộc lộ sơ hở. Tuy nhiên, góc độ ra đòn cũng có thể thực hiện bằng các phương thức lẩn ra sau người đối thủ. Các phương thức luyện tập để tìm góc độ ra đòn rất phong phú, tùy thuộc vào môn võ và tùy thuộc sở trường của mỗi môn sinh, trong đó đặc biệt phổ biến các động tác bước mở (ví dụ bước chân trước chệch sang hướng tréo 45 độ về bên trái), bước khép (như bước chân trước chệch sang hướng bên phải 45 độ), bước xoay (như dồn trụ lên chân trước và tiến hành quay chân sau một góc khoảng 45 độ khi đang đứng kiềm dương tấn), bước lướt (xước mã), bước nhảy lùi về sau v.v.
Một ví dụ điển hình của việc tạo góc độ ra đòn thuận lợi: hãy tưởng tượng bạn và đối thủ đứng trên mặt đồng hồ. Bạn ở số 6 và nhìn về số 12 trong khi đối thủ đang đứng sau lưng bạn. Khi hắn tấn công và nắm lấy vai bạn từ phía sau, bạn bước lệch chân trước lên một bước rộng hơn vai hoặc có thể bước về con số 2 tưởng tượng bằng chân phải và bước chân trái về con số 10, khi đó bạn đã thoát khỏi khu vực bị kiềm chế và còn có được không gian tối ưu để phản đòn.